# Flabellum folkesoni
Espèce
Statut CITES
Flabellum folkesoni est une espèce de coraux appartenant à la famille des Flabellidae.